# Rhyacophila celadon
Rhyacophila celadon là một loài Trichoptera trong họ Rhyacophilidae. Chúng phân bố ở miền Tân bắc.